# The Pipes o' Pan
The Pipes o' Pan è un cortometraggio muto del 1914 diretto da Joseph De Grasse. Il film è interpretato da Pauline Bush e Lon Chaney, con cui De Grasse gira una lunga serie di film.

## Produzione
Il film fu prodotto dalla Rex Motion Picture Company.

## Distribuzione
Distribuito dall'Universal Film Manufacturing Company, il film uscì nelle sale cinematografiche USA il 4 ottobre 1914.